# Verwaltungsgliederung Badens
Der Artikel Verwaltungsgliederung Badens stellt die Zuständigkeitsbereiche der allgemeinen Verwaltung Badens bis 1945 dar. Dabei wird nur die mittlere und untere Verwaltungsebene berücksichtigt, da oberste und obere Behörden meist für das ganze Staatsgebiet zuständig waren. Auch Behörden und Gebiete der Sonderverwaltung (Finanzverwaltung, Forstverwaltung usw.) werden nicht berücksichtigt, nur jene der Allgemeinen Verwaltung. Derzeit erläutert der Artikel den Zustand ab 1803; eine Ergänzung vor 1803 bestehender Verwaltungsgebiete des seit dem hohen Mittelalter bestehenden Badens ist geplant.
Orts- und Gebietsnamen sind möglichst an die heutige Schreibweise angepasst (z. B. Meßkirch statt Mößkirch, Tauberbischofsheim statt Bischofsheim an der Tauber).
Durch die territorialen Umwälzungen der napoleonischen Zeit wurde aus der kleinen badischen Markgrafschaft ein europäischer Mittelstaat. Das Staatsgebiet vergrößerte sich insbesondere 1803, 1805 und 1806 massiv; zu kleineren Änderungen kam es dann noch einmal 1810 und 1819.
Die territoriale Ausdehnung war ein Grund für die verschiedenen Verwaltungsreformen dieser Zeit. Zwischen 1803 und 1809 kam es zu mehreren, teils provisorischen, oft nur kurzlebigen Reformen. Ab 1809 erfolgten länger andauernde Reformen (siehe unten).
Die kurze Epoche zwischen 1803 und 1809 bescherte Baden alle wesentlichen bleibenden territorialen Gewinne. 1803 wurde erstmals in Baden eine mittlere Verwaltungsebene eingeführt („Provinzen“, 1809–1864 „Kreise“). Der aus der frühen Neuzeit übernommene Zustand der Ämter, Städte und Gemeinden blieb in weiten Teilen vorerst unangetastet, hier kam es erst 1809 zu durchgreifenden Änderungen.
Zwischen 1809 und dem faktischen Ende Badens 1945 kam es insbesondere 1809, 1832, 1864 und 1939 zu durchgreifenden Verwaltungsreformen. All diese Reformen hatten – vor allem im Vergleich zur Ära 1803–1809 – über einen längeren Zeitraum Bestand, auch wenn sie hier und dort geändert und ergänzt wurden.

## Zeitraum 1803–1807
1803 wurden kurz nacheinander 13 Organisationsedikte erlassen, von denen vor allem das Erste und Sechste Organisationsedikt für die Verwaltungsgliederung von Bedeutung sind. Das Erste Organisationsedikt teilte Baden in drei Provinzen (auch Landesteile genannt) ein, womit es erstmals über eine mittlere Verwaltungsebene verfügte. Auf der Ebene der Bezirke (Ämter und Vogteien) wurden durch das Sechste Organisationsedikt kleinere Ämter geplant, die unter größeren Landvogteien zusammengefasst werden sollten. Die Bestimmungen für die Bezirksebenen wurden aber kaum umgesetzt. Zu den umgesetzten Maßnahmen gehörte die Aufteilung des ehemaligen pfälzischen Oberamts Heidelberg in kleinere Ämter und deren Unterstellung unter drei Landvogteien. Alle anderen Landvogteien wurden nicht realisiert. Nach weiteren Gebietsgewinnen 1805 (vor allem der österreichische Breisgau mit Freiburg) wurde mit der „Regierung und Cammer“ in Freiburg 1806 eine weitere Mittelbehörde eingerichtet, womit kurzzeitig bis 1807 de facto vier Provinzbehörden bestanden.

### Provinz der Markgrafschaft (Badische Markgrafschaft), 1803–1807
Sitz der Provinzregierung: Karlsruhe.
Landvogtei Karlsburg [nicht realisiert]
- Oberamt Karlsruhe
- Oberamt Durlach
- Oberamt Pforzheim

Landvogtei Eberstein [nicht realisiert]
- Oberamt Ettlingen
- Oberamt Rastatt
- Oberamt Baden
- Amt Gernsbach

Landvogtei Yberg [nicht realisiert]
- Oberamt Yberg
- Oberamt Oberkirch
- Oberamt Bischofsheim

Obervogtei Gengenbach [nicht realisiert]
- Raths- und Thalvogteiämter der Grafschaft Gengenbach

Landvogtei Hochberg [nicht realisiert]
- Oberamt Mahlberg
- Oberamt Hochberg

Landvogtei Sausenberg [nicht realisiert]
- Stabsamt Wolfenweiler
- Oberamt Badenweiler
- Oberamt Rötteln

### Provinz der Pfalzgrafschaft (Badische Pfalzgrafschaft), 1803–1807
Sitz der Provinzregierung (Hofratkollegium genannt): Mannheim.
- Stadtdirektion Mannheim
- Stadtdirektion Heidelberg

Landvogtei Michelsberg
- Amt Philippsburg
- Stadtamt Bruchsal
- Landamt Bruchsal
- Amt Odenheim
- Amt Bretten
- Amt Kislau (ab 1804)

Landvogtei Dilsberg
- Amt Wiesloch
- Amt Oberheidelberg
- Amt Neckargemünd
- Amt Neckarschwarzach

Landvogtei Strahlenburg
- Amt Unterheidelberg
- Stabsamt Waldeck
- Amt Weinheim
- Amt Ladenburg
- Amt Schwetzingen

### Oberes Fürstentum am Bodensee (ab 1806 „Provinz der Landgrafschaft“), 1803–1807
Sitz der Provinzregierung: Meersburg.
- Obervogtei Meersburg
- Stabsamt Markdorf
- Obervogtei Überlingen
- Obervogtei Reichenau
- Stabsamt Rötteln
- Stabsamt Konzenberg
- Obervogtei Biberach
- Stabsamt Neuhausen

Grafschaften der badischen Markgrafen:
- Grafschaft Salem
  - Oberamt Salem
  - Amt Unterelchingen
  - Obervogteiamt Münchhöf
  - Obervogteiamt Stetten am kalten Markt
- Grafschaft Petershausen
  - Oberamt Petershausen
  - Amt Herdwangen
  - Obervogteiamt Hilzingen
  - Amt Gondelsheim

### Regierung und Cammer Freiburg, 1806–1807
Für die 1805 neu gewonnenen österreichischen Gebiete wurde 1806 eine vierte Mittelbehörde eingerichtet. Zu einer förmlichen Einrichtung einer entsprechenden Provinz mit Auflistung zugehöriger Ämter kam es aber nicht mehr, da die mittlere Verwaltungsebene 1807 in drei neue Provinzen eingeteilt wurde.

## Zeitraum 1807–1809
1806 kam es zu den letzten großen Gebietsgewinnen für Baden. Daraufhin kommt es 1807 zu einer Neuerrichtung wiederum dreier Provinzen (mit noch längeren und komplizierteren Provinznamen) sowie einer leichten Änderung der Bezirkseinteilung (Generalausschreiben über die Einteilung des Großherzogtums Baden in Bezirke vom 22. Juni 1807).  Diese wurde im Verlauf des Jahres 1807 mehrfach korrigiert (Landesherrliche Verordnung vom 10. August 1807, Berichtigung der Ämtereinteilung vom 17. Oktober 1807, Verordnungen zur Neugliederung der Provinz des Unterrheins im Dezember 1807). Die Ämter wurden nun unterschieden in landesherrliche Ämter einerseits und standesherrliche (auch grundherrliche) Ämter andererseits. In den standes- und grundherrlichen Ämtern sind bestimmte staatliche Rechte bei anderen Monarchen verblieben (solche, die an Baden fielen, aber auch Monarchen aus dem Hause Baden). Die über 40 Ämter der Mediatisierten wurden nicht landesherrlichen Ämtern, sondern meist landesherrlichen Obervogteiämtern untergeordnet. Die 1807 erreichte Einteilung in Provinzen und Ämter sollte nur zwei Jahre Bestand haben.

### Provinz des Oberrheins oder der Badischen Landgrafschaft, 1807–1809
Sitz der Provinzregierung: Freiburg.
Landesherrliche Ämter
- Amt Markdorf
- Obervogteiamt Meersburg
- Obervogteiamt Überlingen
- Oberamt Konstanz
- Obervogteiamt Reichenau (nachträglich durch Verordnung vom 10. August 1807)
- Amt Bohlingen
- Amt Blumenfeld
- Obervogteiamt Pfullendorf
- Obervogteiamt Villingen
- Amt Bonndorf
- Amt Bettmaringen
- Oberamt Waldshut
- Amt St. Blasien (bis Oktober 1807 Stabsamt)
- Obervogteiamt Schönau
- Oberamt Säckingen
- Amt Beuggen
- Oberamt Rötteln
- Oberamt Schliengen
- Oberamt Badenweiler
- Stabsamt Wolfenweiler (im Juni verkündet, im Oktober aufgehoben)
- Obervogteiamt Heitersheim
- Oberamt Staufen (bis Oktober 1807 Stabsamt)
- Stabsamt St. Peter
- Obervogteiamt Triberg
- Oberamt Waldkirch
- Oberamt Freiburg
- Stadtvogteiamt Freiburg
- Oberamt Hochberg
- Oberamt Kenzingen
- Oberamt Breisach (nachträglich durch Verfügung vom 10. November 1807)

Standesherrliche Ämter
Wegen Schwarzenberg:
- Oberamt Klettgau (spätestens 1809 „Oberamt Thiengen“)

Wegen Auersperg:
- Amt Tengen

Wegen Fürstenberg:
- Amt Blumberg
- Amt Stühlingen
- Amt Löffingen
- Amt Neustadt
- Amt Vöhrenbach
- Amt Haslach
- Amt Wolfach
- Amt Donaueschingen
- Amt Hüfingen
- Amt Möhringen
- Amt Engen
- Amt Meßkirch (nachträglich durch Verordnung vom 10. August 1807)
- Amt Heiligenberg

Wegen Baden:
- Amt Salem
- Amt Unterelchingen
- Obervogteiamt Stetten am kalten Markt
- Obervogteiamt Münchhöf
- Amt Petershausen
- Amt Herdwangen
- Obervogteiamt Hilzingen

### Provinz des Mittelrheins oder der Badischen Markgrafschaft, 1807–1809
Sitz der Provinzregierung: Karlsruhe.
Landesherrliche Ämter
- Oberamt Mahlberg
- Oberamt Lahr
- Obervogteiamt Gengenbach
- Oberamt Offenburg
- Oberamt Oberkirch
- Obervogteiamt Achern
- Oberamt Bühl
- Oberamt Schwarzach
- Oberamt Kork
- Oberamt Rheinbischofsheim
- Oberamt Steinbach
- Oberamt Baden
- Oberamt Eberstein
- Oberamt Rastatt
- Oberamt Ettlingen
- Oberamt Pforzheim
- Oberamt Stein
- Oberamt Durlach
- Oberamt Karlsruhe
- Oberamt Bruchsal (durch Verordnung vom 10. August 1807 vom Unterrhein zum Mittelrhein)
- Amt Philippsburg (durch Verordnung vom 10. August 1807 vom Unterrhein zum Mittelrhein)
- Amt Kislau (durch Verordnung vom 10. August 1807 vom Unterrhein zum Mittelrhein)

### Provinz des Unterrheins oder der Badischen Pfalzgrafschaft, 1807–1809
Sitz der Provinzregierung: Mannheim.
Landesherrliche Ämter
- Amt Schwetzingen
- Stadtvogteiamt Mannheim
- Amt Ladenburg
- Amt Weinheim
- Oberamt Heidelberg
- Stadtvogteiamt Heidelberg
- Amt Neckargemünd
- Amt Neckarschwarzach
- Oberamt Waibstadt
- Stabsamt Eppingen
- Amt Bretten
- Oberamt Gochsheim
- Oberamt Bruchsal (durch Verordnung vom 10. August 1807 vom Unterrhein zum Mittelrhein)
- Amt Philippsburg (durch Verordnung vom 10. August 1807 vom Unterrhein zum Mittelrhein)
- Amt Kislau (durch Verordnung vom 10. August 1807 vom Unterrhein zum Mittelrhein)
- Oberamt des Odenwaldes (im Juni verkündet, im Dezember aufgehoben)

Standesherrliche Ämter
Im Juni 1807 wurden zunächst folgende standesherrlichen Ämter eingerichtet: Wegen Leiningen fürstlichen Teils: Ämter Hilsbach, Mosbach, Eberbach, Miltenberg, Walldürn, Boxberg, Buchen, Tauberbischofsheim. Wegen Leiningen gräflichen Teils: Amt Neidenau. Wegen Wertheim: Ämter Wertheim, Rothenfels, Gerichstetten, Bronnbach, Rosenberg, Freudenberg. Wegen Krautheim: Ämter Grünsfeld, Ballenberg, Krautheim. Die fürstlich-leiningischen Ämter wurden im Laufe des Jahres 1807 noch in sogenannte Justizämter zerlegt. Diese Ämter sowie alle anderen standes- und grundherrlichen Ämter der Provinz des Unterrheins wurden im Dezember 1807 drei landesherrlichen Landvogteien untergeordnet (mit Ausnahme der fürstlich-leiningischen Ämter Hilsbach und Sinsheim, die dem bestehenden landesherrlichen Oberamt Waibstadt untergeordnet wurden).
- Landvogtei Mosbach:

1. Amt Mosbach – fürstlich-leiningisch
2. Amt Eberbach – fürstlich-leiningisch
3. Amt Lohrbach – fürstlich-leiningisch
4. Amt Buchen – fürstlich-leiningisch
5. Amt Burken – fürstlich-leiningisch
6. Amt Ballenberg – fürstlich-salm-krautheimisch
7. Amt Krautheim – fürstlich-salm-krautheimisch
8. Amt Zwingenberg – bretzenheimisch
9. Amt Neudenau – gräflich-leiningisch

- Landvogtei Miltenberg:

1. Amt Miltenberg – fürstlich-leiningisch
2. Amt Amorbach – fürstlich-leiningisch
3. Amt Walldürn – fürstlich-leiningisch
4. Amt Hardheim – fürstlich-leiningisch
5. Amt Mudau – fürstlich-leiningisch
6. Amt Boxberg – fürstlich-leiningisch
7. Amt Schüpf – fürstlich-leiningisch
8. Amt Rosenberg – fürstlich-löwenstein-wertheimisch
9. Amt Gerichtstetten – fürstlich-löwenstein-wertheimisch
10. Amt Heubach – fürstlich-löwenstein-wertheimisch

- Landvogtei Wertheim:

1. Amt Tauberbischofsheim – fürstlich-leiningisch
2. Amt Lauda – fürstlich-leiningisch
3. Amt Külsheim – fürstlich-leiningisch
4. Amt Wertheim – fürstlich-löwenstein-wertheimisch
5. Amt Rothenfels – fürstlich-löwenstein-wertheimisch
6. Amt Bronnbach – fürstlich-löwenstein-wertheimisch
7. Amt Freudenberg – fürstlich-löwenstein-wertheimisch
8. Amt Grünsfeld – fürstlich-salm-krautheimisch

- Vom Oberamt Waibstadt beaufsichtigt:

1. Amt Hilsbach – fürstlich-leiningisch
2. Amt Sinsheim – fürstlich-leiningisch

## Zeitraum 1809–1832
Durch das Organisationsrescript vom 26. November 1809 erfolgte die erste erschöpfende Regelung der neueren badischen Verwaltungsorganisation. Auf der mittleren Ebene wurden die drei Provinzen aufgehoben und nach französischem Vorbild durch zehn Kreise ersetzt. Die Kreisregierungen führten die Aufsicht über die 66 landesherrlichen und 53 standesherrlichen Bezirksämter.
Bis 1832 kam es immer wieder zu Zusammenlegungen, Verschiebungen und sonstigen Änderungen im Zuschnitt der Kreise und Ämter, so dass 1832 nur noch sechs Kreise sowie 55 landesherrliche und 22 standesherrliche Ämter existierten. Auch die Aufgaben der Verwaltungsebenen wurden immer wieder verändert. 1810 trat Baden einige Ämter an das Großherzogtum Hessen ab, gewann andererseits einige Gebiete des Königreichs Württemberg hinzu. Dies führte zu einer ersten größeren Änderung der Verwaltungsgliederung (Verordnung vom 15. November 1810).
Die standesherrlichen Ämter wurden 1813 in landesherrliche Behörden umgewandelt, diejenigen der Häuser Fürstenberg und Leiningen jedoch ab 1824 bzw. 1840 restituiert.

### Seekreis, 1809–1832
Sitz der Kreisdirektion: Konstanz.
Landesherrliche Ämter
- Amt Konstanz
- Amt Meersburg
- Amt Überlingen

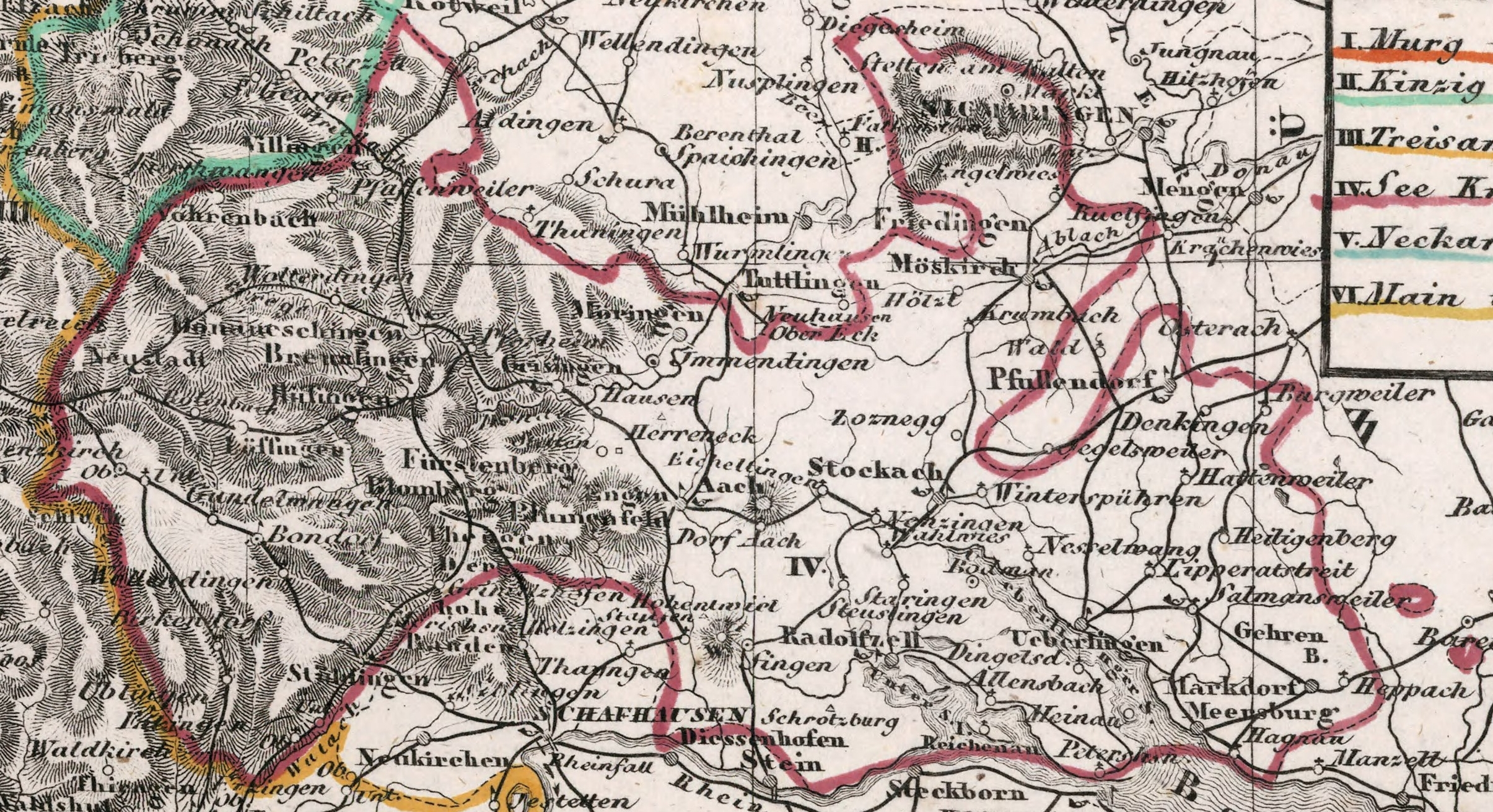
Seekreis, 1832

- Stabsamt Pfullendorf (1819–1821 vorübergehend dem Amt Überlingen unterstellt)
- Amt Blumenfeld (1810 vom Seekreis)
- Amt Radolfzell (1810 von Württemberg)
- Amt Stockach (1810 von Württemberg)
- Amt Bonndorf (1819 vom Donaukreis)
- Amt Villingen (1819 vom Donaukreis)
- Amt Bräunlingen (1819 vom Donaukreis)
- Amt Tengen (1810 vom Seekreis, 1811 zum Amt Blumenfeld)
- Stabsamt Bohlingen (1810 aufgehoben)

Standesherrliche Ämter
- Amt Salem (Salmansweiler)
- Amt Engen
- Amt Meßkirch
- Amt Heiligenberg (1813 aufgehoben, 1824 wieder errichtet)
- Amt Stetten am kalten Markt (1810 genannt, 1813 aufgehoben, 1826 wieder errichtet)
- Amt Petershausen (1810 aufgehoben)
- Amt Unterelchingen (1811/1813 an Bayern abgetreten)
- Amt Herdwangen (1813 aufgehoben)
- Amt Hilzingen (1813 aufgehoben)
- Amt Münchhöf (1810 genannt, 1813 aufgehoben)

### Donaukreis, 1809–1819
1819 aufgelöst: Die Ämter Hornberg und Triberg zum Kinzigkreis, alle anderen Ämter zum Seekreis. Sitz der Kreisdirektion: Villingen.
Landesherrliche Ämter
- Amt Bonndorf (1819 zum Seekreis)
- Amt Villingen (1819 zum Seekreis)
- Amt Bräunlingen (unklar, wann dieses Amt gegründet wurde, 1819 zum Seekreis)
- Amt Triberg (1819 zum Kinzigkreis)
- Amt Hornberg (1810 von Württemberg, 1819 zum Kinzigkreis)
- Amt Blumenfeld (1810 zum Seekreis)
- Amt Bettmaringen (1813 aufgehoben)

Standesherrliche Ämter
- Amt Hüfingen (1810 „Hüfingen mit Donaueschingen“, spätestens 1813 ohne Donaueschingen)
- Amt Neustadt, ab 1813 Bezirksamt Neustadt
- Amt Stühlingen
- Amt Donaueschingen (bis 1810, spätestens 1813 wieder eingerichtet)
- Amt Möhringen (1813 aufgehoben, 1824 wieder errichtet)
- Amt Tiengen (1813 zum Wiesenkreis)
- Amt Jestetten (1813 zum Wiesenkreis)
- Amt Tengen (1810 zum Seekreis)
- Amt Haslach (1810 vom Kinzigkreis, 1813 wieder Kinzigkreis)
- Amt Wolfach (1810 vom Kinzigkreis, 1813 wieder Kinzigkreis)
- Amt Blumberg (1824 aufgehoben)
- Amt Löffingen (1813 oder 1821 aufgehoben)
- Amt Vöhrenbach (spätestens 1813 aufgehoben)

### Wiesenkreis, 1809–1815
1815 aufgelöst, die Ämter kamen zum Dreisamkreis. Sitz der Kreisdirektion: Lörrach.
Landesherrliche Ämter
- Amt Kandern (1815 zum Dreisamkreis)
- Amt Kleinlaufenburg (spätestens 1813 „Laufenburg“, 1815 zum Dreisamkreis)
- Amt Lörrach (1815 zum Dreisamkreis)
- Amt Müllheim (1815 zum Dreisamkreis)
- Amt Säckingen (1815 zum Dreisamkreis)
- Amt St. Blasien (1815 zum Dreisamkreis)
- Amt Schönau (1815 zum Dreisamkreis)
- Amt Schopfheim (auch „Schönau oder Zell“) (1815 zum Dreisamkreis)
- Amt Waldshut (1815 zum Dreisamkreis)
- Amt Badenweiler (spätestens 1813 aufgehoben)

Standesherrliche Ämter
- Amt Tiengen (1813 vom Donaukreis, 1815 zum Dreisamkreis)
- Amt Jestetten (1813 vom Donaukreis, 1815 zum Dreisamkreis)

### Dreisamkreis, 1809–1832
Sitz der Kreisdirektion: Freiburg.
Landesherrliche Ämter
- Amt Breisach
- Amt Emmendingen
- Stadtamt Freiburg
- Amt Staufen
- Amt Waldkirch

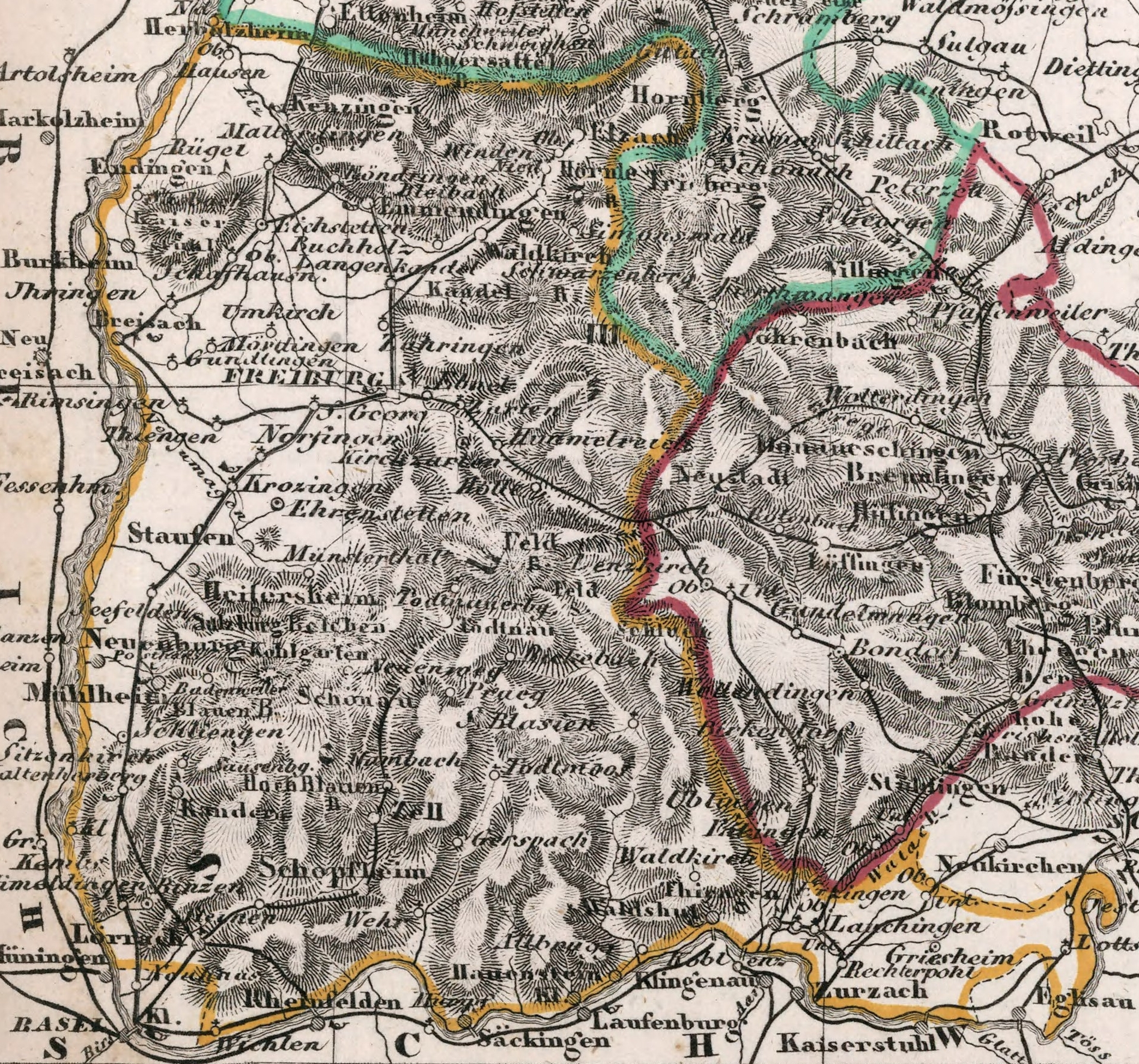
Dreisamkreis, 1832

- Amt Kenzingen (1810 vom Kinzigkreis)
- Amt Lörrach (1815 vom Wiesenkreis)
- Amt Müllheim (1815 vom Wiesenkreis)
- Amt Säckingen (1815 vom Wiesenkreis)
- Amt St. Blasien (1815 vom Wiesenkreis)
- Amt Schönau (1815 vom Wiesenkreis)
- Amt Schopfheim (auch „Schönau oder Zell“) (1815 vom Wiesenkreis)
- Amt Waldshut (1815 vom Wiesenkreis)
- Oberamt Freiburg (1819 errichtet aus dem Ersten und Zweiten Landamt)
- Amt Endingen (1819 aufgehoben[7])
- Amt St. Peter (1819 aufgehoben[8])
- Erstes Landamt Freiburg (1819 mit dem Zweiten Landamt zu einem Landamt Freiburg vereinigt[9])
- Zweites Landamt Freiburg (1819 mit dem Ersten Landamt zu einem Landamt Freiburg vereinigt[9])
- Amt Elzach (1813 eingerichtet, 1819 aufgehoben[10])
- Amt Heitersheim (1813 eingerichtet, 1819 wieder aufgehoben)
- Amt Kandern (1815 vom Wiesenkreis, 1819 aufgehoben[11])
- Amt Laufenburg (bis spätestens 1813 „Klein-Laufenburg“, 1815 vom Wiesenkreis, 1819 aufgehoben[12])

Standesherrliche Ämter
- Amt Jestetten (1815 vom Wiesenkreis, 1817 aufgehoben, 1819 wieder errichtet[13])
- Amt Tiengen (1815 vom Wiesenkreis, 1819 aufgehoben[14])

### Kinzigkreis, 1809–1832
Sitz der Kreisdirektion: Offenburg.
Landesherrliche Ämter
- Amt Kork
- Oberamt Lahr (bis 1831 Amt Lahr)
- Bezirksamt Ettenheim
- Amt Gengenbach

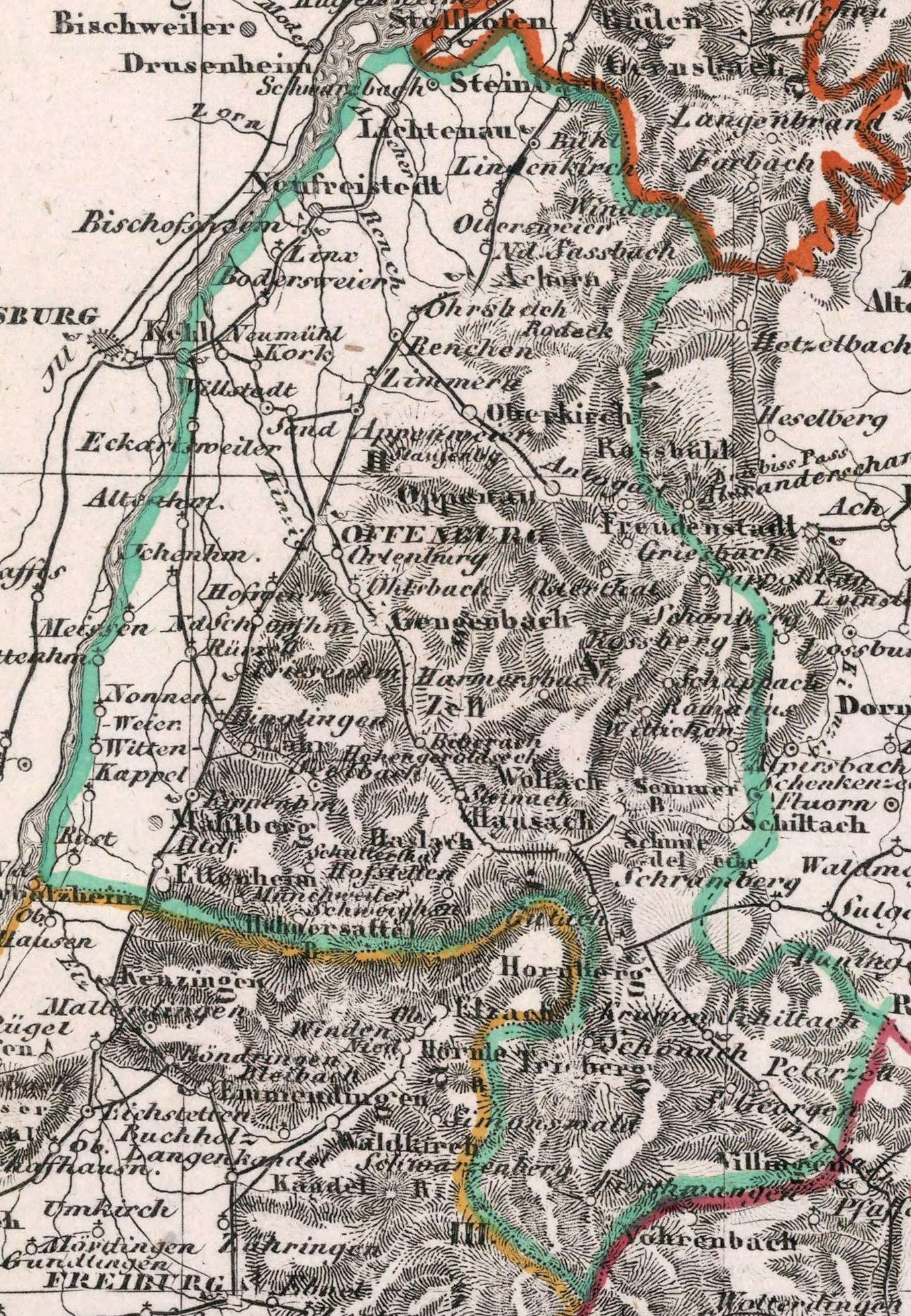
Kinzigkreis, 1832

- Oberamt Offenburg (spätestens 1813 aus Stadt- und Erstem Landamt sowie Zweitem Landamt errichtet, bis 1819 Amt Offenburg)
- Amt Oberkirch (1810 vom Murgkreis)
- Amt Rheinbischofsheim (1810 vom Murgkreis[15])
- Amt Triberg (1819 vom Donaukreis)
- Amt Hornberg (1819 vom Donaukreis)
- Amt Achern (1819 vom Murgkreis)
- Amt Bühl (1819 vom Murgkreis)
- Oberamt Hohengeroldseck (1819 an Baden, 1831 zum Oberamt Lahr)
- Amt Appenweier (spätestens seit 1813, 1819 aufgehoben)
- Stadt- und Erstens Landamt Offenburg (spätestens 1813 mit dem Zweiten Landamt zum Amt Offenburg vereinigt)
- Zweites Landamt Offenburg (spätestens 1813 mit dem Stadt- und Ersten Landamt zum Amt Offenburg vereinigt)
- Amt Kenzingen (1810 zum Dreisamkreis)
- Amt Mahlberg (1813 aufgehoben)

Standesherrliche Ämter
- Amt Haslach (1810 zum Donaukreis, 1813 wieder Kinzigkreis)
- Amt Wolfach (1810 zum Donaukreis, 1813 wieder Kinzigkreis)

### Murgkreis, 1809–1819
1819 aufgelöst: Die Ämter Achern und Bühl zum Kinzigkreis, die restlichen Ämter zum Murg- und Pfinzkreis. Sitz der Kreisdirektion: Rastatt.
Landesherrliche Ämter
- Amt Achern (1819 zum Kinzigkreis)
- Amt Baden (1819 an Murg- und Pfinzkreis)
- Amt Bühl (1819 zum Kinzigkreis)
- Amt Ettlingen (1819 an Murg- und Pfinzkreis)
- Amt Gernsbach (1819 an Murg- und Pfinzkreis)
- Oberamt Rastatt (1819 entstanden durch Vereinigung von Stadt- und Erstem Landamt sowie Zweitem Landamt, 1819 an Murg- und Pfinzkreis)
- Stadt- und Erstes Landamt Rastatt (1819 mit dem Zweiten Landamt zum Oberamt Rastatt vereinigt)
- Zweites Landamt Rastatt (1819 mit dem Stadt- und Ersten Landamt zum Oberamt Rastatt vereinigt)
- Steinbach (1813 eingerichtet, 1819 aufgehoben)
- Amt Oberkirch (1810 zum Kinzigkreis)
- Amt Rheinbischofsheim (1810 zum Kinzigkreis[15])
- Amt Renchen (1810 aufgehoben?)

### Pfinz- und Enzkreis, 1809–1819 / Murg- und Pfinzkreis, 1819–1832
Sitz der Kreisdirektion: Durlach.
Landesherrliche Ämter

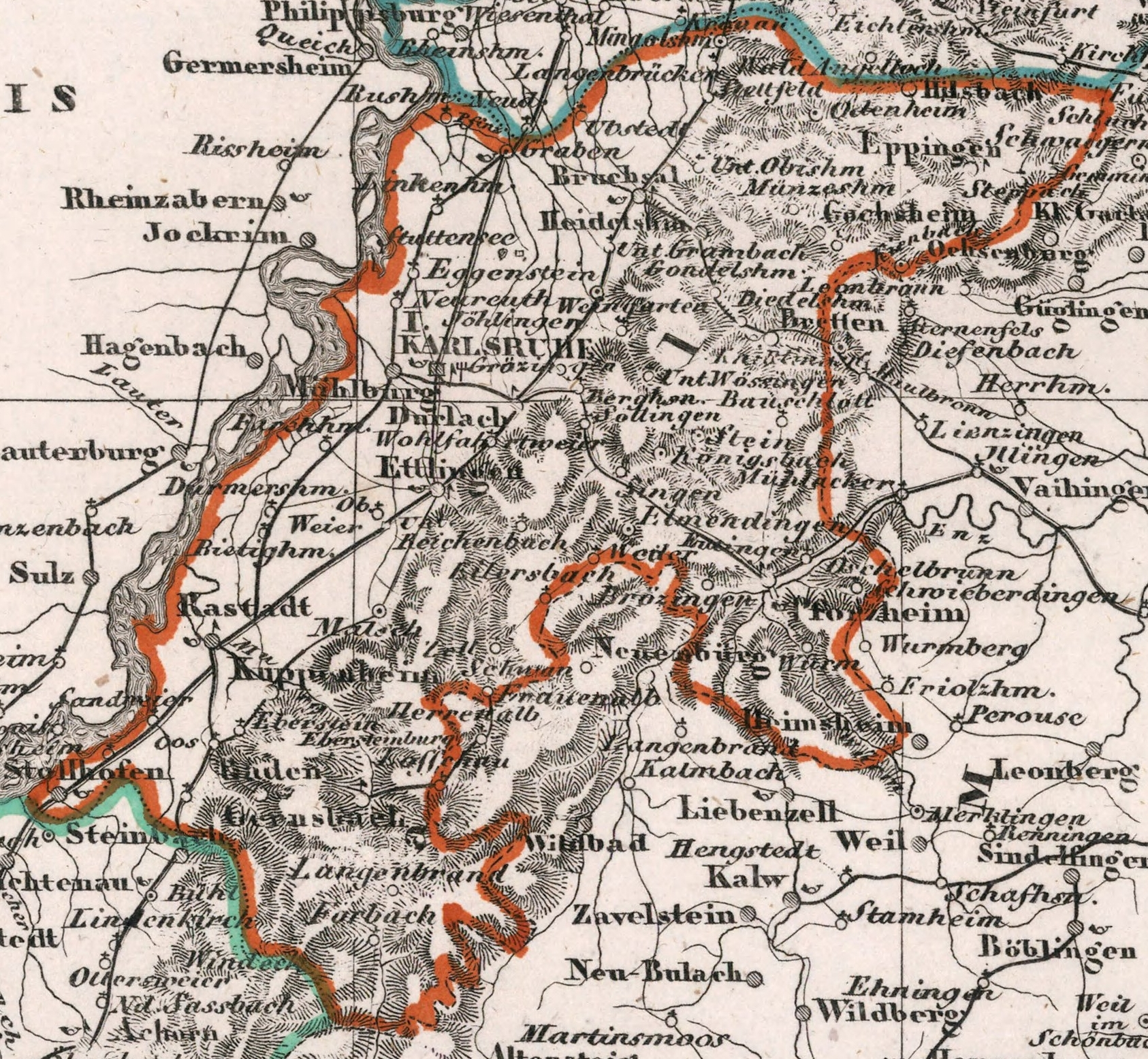
Murg- und Pfinzkreis, 1832

- Stadtamt Karlsruhe (1819 bestimmte Verwaltungsbereiche als Stadtdirektion ausgegliedert und direkt dem Innenministerium unterstellt)
- Landamt Karlsruhe
- Oberamt Durlach (bis 1824 Amt Durlach)
- Amt Bretten
- Oberamt Bruchsal (1819 entstanden aus der Vereinigung von Stadt- und Erstem Landamt sowie Zweitem Landamt)
- Oberamt Pforzheim (1819 entstanden aus der Vereinigung von Stadt- und Erstem Landamt sowie Zweitem Landamt)
- Amt Eppingen (1810 eingerichtet)
- Amt Baden (1819 vom Murgkreis)
- Amt Ettlingen (1819 vom Murgkreis)
- Amt Gernsbach (1819 vom Murgkreis)
- Oberamt Rastatt (1819 vom Murgkreis)
- Amt Philippsburg (1810 vom Neckarkreis, 1813 wieder zum Neckarkreis)
- Stadt- und Erstes Landamt Bruchsal (1819 mit dem Zweiten Landamt zum Oberamt Bruchsal vereinigt)
- Zweitens Landamt Bruchsal (1819 mit dem Stadt- und Ersten Landamt zum Oberamt Bruchsal vereinigt)
- Stadt- und Erstes Landamt Pforzheim (1819 mit dem Zweiten Landamt zum Oberamt Pforzheim vereinigt)
- Zweites Landamt Pforzheim (1819 mit dem Stadt- und Ersten Landamt zum Oberamt Pforzheim vereinigt)
- Amt Stein (1821 aufgehoben)
- Amt Gochsheim (1810 aufgehoben)

Standesherrliche Ämter
- Amt Gondelsheim (1810 genannt, 1813 oder 1826 aufgehoben)
- Amt Hilsbach (1810 genannt, 1813 aufgehoben)
- Amt Gemmingen (1810 genannt, 1813 aufgehoben)

### Neckarkreis, 1809–1832
Sitz der Kreisdirektion: Mannheim.
Landesherrliche Ämter
- Stadtamt Mannheim
- Amt Ladenburg
- Amt Neckargemünd
- Amt Schwetzingen
- Amt Weinheim
- Amt Wiesloch (ab 1810)
- Amt Neckarbischofsheim (ab 1810)

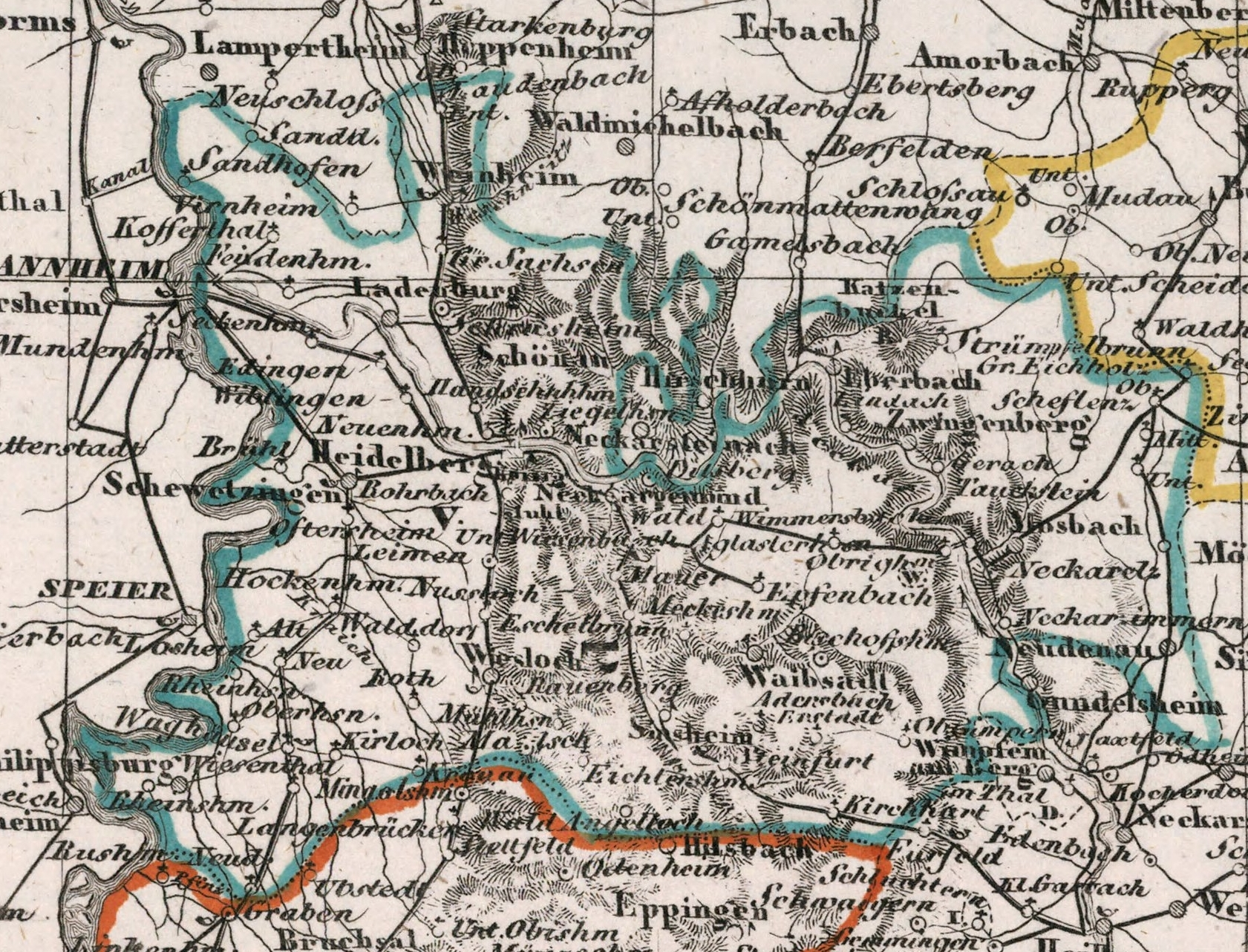
Neckarkreis, 1832

- Amt Neckarschwarzach (1810 vom Odenwälderkreis, 1813 zum Amt Neckargemünd)
- Oberamt Heidelberg (1826 entstanden aus Vereinigung von Stadtamt und Landamt)
- Amt Philippsburg (1810 zum Pfinz- und Enzkreis, 1813 wieder zum Neckarkreis)
- Stadtamt Heidelberg (1826 mit Landamt Heidelberg zum Oberamt Heidelberg vereinigt)
- Landamt Heidelberg (1813 aus der Vereinigung von Ober- und Unter-Heidelberg entstanden, 1826 mit Stadtamt zum Oberamt Heidelberg vereinigt)
- Landamt Ober-Heidelberg (1813 mit Unter-Heidelberg zum Landamt Heidelberg vereinigt)
- Landamt Unter-Heidelberg (1813 mit Ober-Heidelberg zum Landamt Heidelberg vereinigt)
- Amt Eichtersheim (ab 1810, 1813 aufgehoben)
- Stabsamt Rauenberg (1810 aufgehoben)

Standesherrliche Ämter
- Amt Eberbach (ab 1810)
- Amt Sinsheim (ab 1810)
- Stadt- und Erstes Landamt Mosbach (spätestens 1813 aus Amt Mosbach)
- Zweites Landamt Mosbach (spätestens 1813 aus Amt Mosbach)
- Amt Waibstadt (1810 vom Odenwälderkreis)
- Amt Mosbach (1810 vom Odenwälderkreis, 1813 aufgeteilt in Stadt- und Erstes Landamt sowie Zweites Landamt)
- Amt Zwingenberg (ab 1810, 1813 aufgehoben)

### Odenwälderkreis, 1809–1810
1810 aufgehoben. Sitz der Kreisdirektion: Mosbach.
Landesherrliche Ämter
- Amt Neckarschwarzach (1810 zum Neckarkreis)

Standesherrliche Ämter
- Amt Mosbach (1810 zum Neckarkreis)
- Amt Waibstadt (1810 zum Neckarkreis)

### Main- und Tauberkreis, 1809–1832
Sitz der Kreisdirektion: Wertheim.
Standesherrliche Ämter
- Amt Buchen

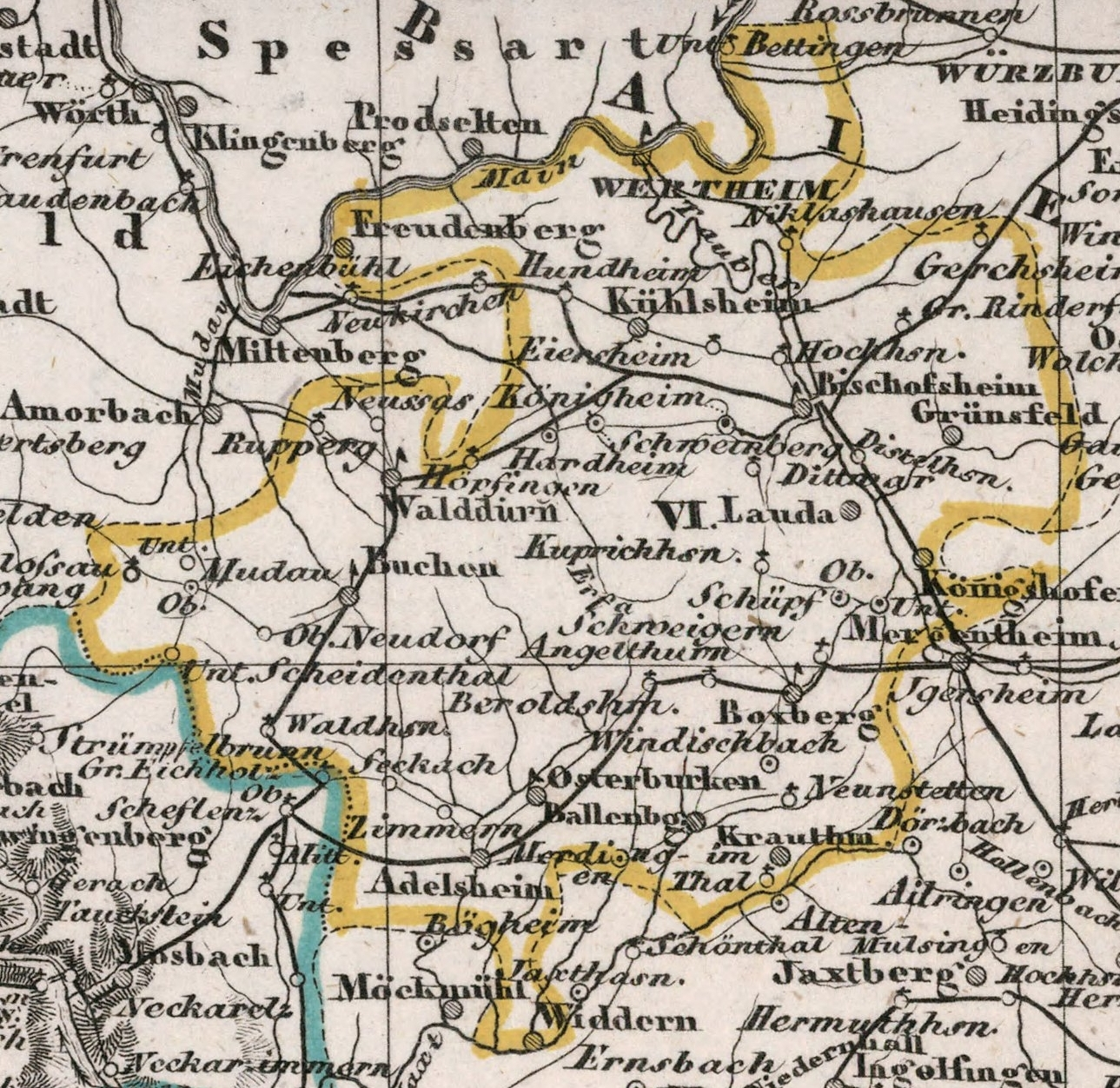
Main- und Tauberkreis, 1832

- Stadt- und Erstes Landamt Wertheim (spätestens 1813 errichtet)
- Zweites Landamt Wertheim (spätestens 1813 errichtet)
- Amt Boxberg (1810 genannt)
- Amt Gerlachsheim (1810 genannt, bis 1813 Amt Grünsfeld)
- Amt Tauberbischofsheim (1810 genannt)
- Amt Walldürn (1810 genannt)
- Amt (Ballenberg-)Krautheim (1810 genannt als Ballenberg-Krautheim, 1813 aufgehoben, 1826 als Amt Krautheim wieder errichtet)
- Amt Osterburken (1810 genannt, 1828 durch Verlegung des Amtssitzes Amt Adelsheim)
- Amt Adelsheim (1810 genannt, 1813 aufgehoben, durch Verlegung des Amts Osterburken gab es ab 1828 wieder ein Amt Adelsheim)
- Stadtamt Wertheim (1810 aus Amt Wertheim, spätestens 1813 Stadt- und Erstes Landamt Wertheim)
- Landamt Wertheim (1810 aus Amt Wertheim, spätestens 1813 Zweites Landamt Wertheim)
- Amt Bronnbach (1810 genannt, spätestens 1813 aufgehoben)
- Amt Neudenau (1810 genannt, 1813 aufgehoben)
- Amt Billigheim (1810 genannt, 1813 aufgehoben)
- Amt Lohrbach (1810 genannt, 1813 aufgehoben)
- Amt Mudau (1810 genannt, 1813 aufgehoben)
- Amt Rosenberg (1810 genannt, 1813 aufgehoben)
- Amt Lauda (1810 genannt, 1813 aufgehoben)
- Amt Külsheim(-Hardheim) (1810 genannt, 1813 aufgehoben)
- Amt Freudenberg (1810 genannt, 1813 aufgehoben)
- Amt Steinfeld (oder „Rothenfels“) (1810 genannt, 1813 aufgehoben, 1819 Gebiet an Bayern)
- Amt Wertheim (1810 aufgeteilt auf Stadtamt Wertheim und Landamt Wertheim)
- Amt Miltenberg (1810 an Hessen)
- Amt Amorbach (1810 genannt, 1810 an Hessen)
- Amt (Klein-)Heubach (1810 genannt, 1810 an Hessen)

## Zeitraum 1832–1864
Zum 1. Mai 1832 wurden die verbliebenen sechs Kreise aufgelöst und durch vier neugegründete Kreise ersetzt. Die Behörde hieß zudem nun nicht mehr Kreisdirektion, sondern Kreisregierung. Nachdem die Standesherrschaft Leiningen 1840 in ihren Rechten gestärkt worden war – sie erhielt die Gerichtsbarkeit erster Instanz und die untere Polizeigewalt zurück –, wurden die fürstlich-leiningischen Ämter neu organisiert. 1849 verzichteten die Standesherren endgültig auf ihre Hoheitsrechte, was erneut zu Änderungen der Ämtereinteilung führte. 1857 wurden Verwaltung und Rechtspflege unterer Instanz voneinander getrennt, parallel dazu zehn Bezirksämter aufgehoben.

### Seekreis, 1832–1864

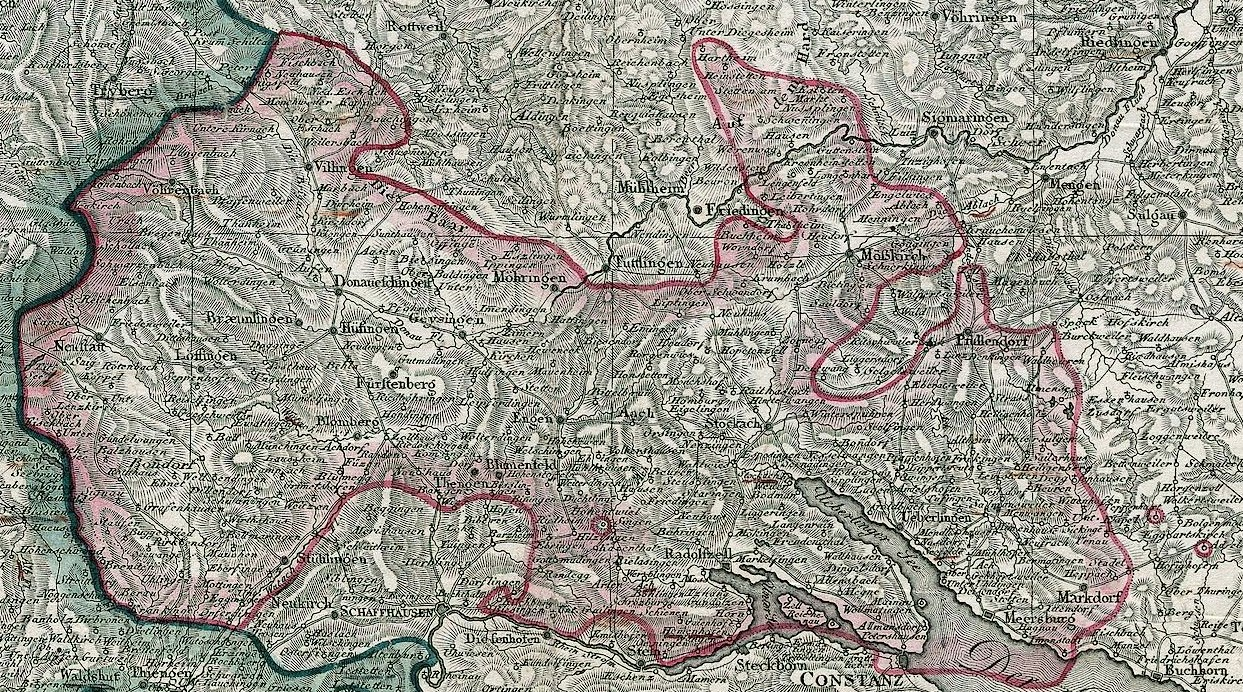
Seekreis, 1832

1832 gebildet aus den Ämtern des alten Seekreises. Sitz der Kreisregierung: Konstanz.
Landesherrliche Ämter
- Amt Konstanz
- Amt Meersburg (1857 aufgehoben)
- Amt Blumenfeld (1857 aufgehoben)
- Amt Bonndorf
- Amt Bräunlingen (1840 aufgehoben)
- Amt Pfullendorf
- Amt Radolfzell
- Amt Stockach
- Amt Überlingen
- Amt Villingen

Standesherrliche Ämter
- Amt Donaueschingen (1844 errichtet)
- Amt Salem (1857 aufgehoben)
- Amt Stetten am kalten Markt (1849 aufgehoben)
- Amt Engen
- Amt Heiligenberg (1849 aufgehoben)
- Amt Hüfingen (1849 aufgehoben)
- Amt Möhringen (1844 aufgehoben)
- Amt Meßkirch
- Amt Neustadt
- Amt Stühlingen (1857 aufgehoben)

### Oberrheinkreis, 1832–1864

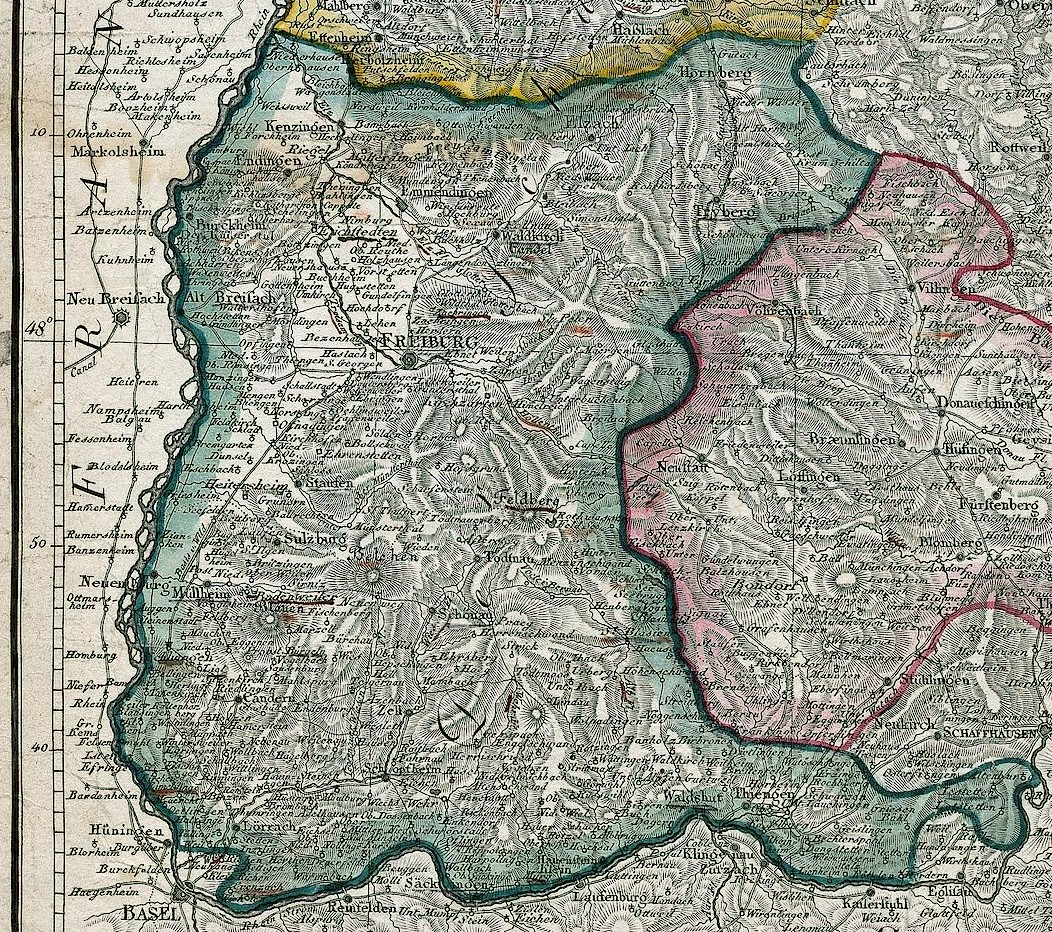
Oberrheinkreis, 1832

1832 entstanden aus den Ämtern des Dreisamkreises und den Ämtern Ettenheim, Hornberg und Triberg des Kinzigkreises. Sitz der Kreisregierung: Freiburg.
Landesherrliche Ämter
- Stadtamt Freiburg (1864 mit dem Landamt zum Bezirksamt Freiburg vereinigt)
- Landamt Freiburg (1864 mit dem Stadtamt zum Bezirksamt Freiburg vereinigt)
- Amt Breisach
- Amt Ettenheim
- Amt Hornberg (1857 aufgehoben)
- Amt Emmendingen
- Amt Jestetten (1857 aufgehoben, 1864 als Bezirksamt wieder errichtet)
- Amt Kenzingen
- Amt Lörrach
- Amt Müllheim
- Amt Säckingen
- Amt St. Blasien
- Amt Schönau
- Amt Schopfheim
- Amt Staufen
- Amt Triberg
- Amt Waldkirch
- Amt Waldshut

### Mittelrheinkreis, 1832–1864

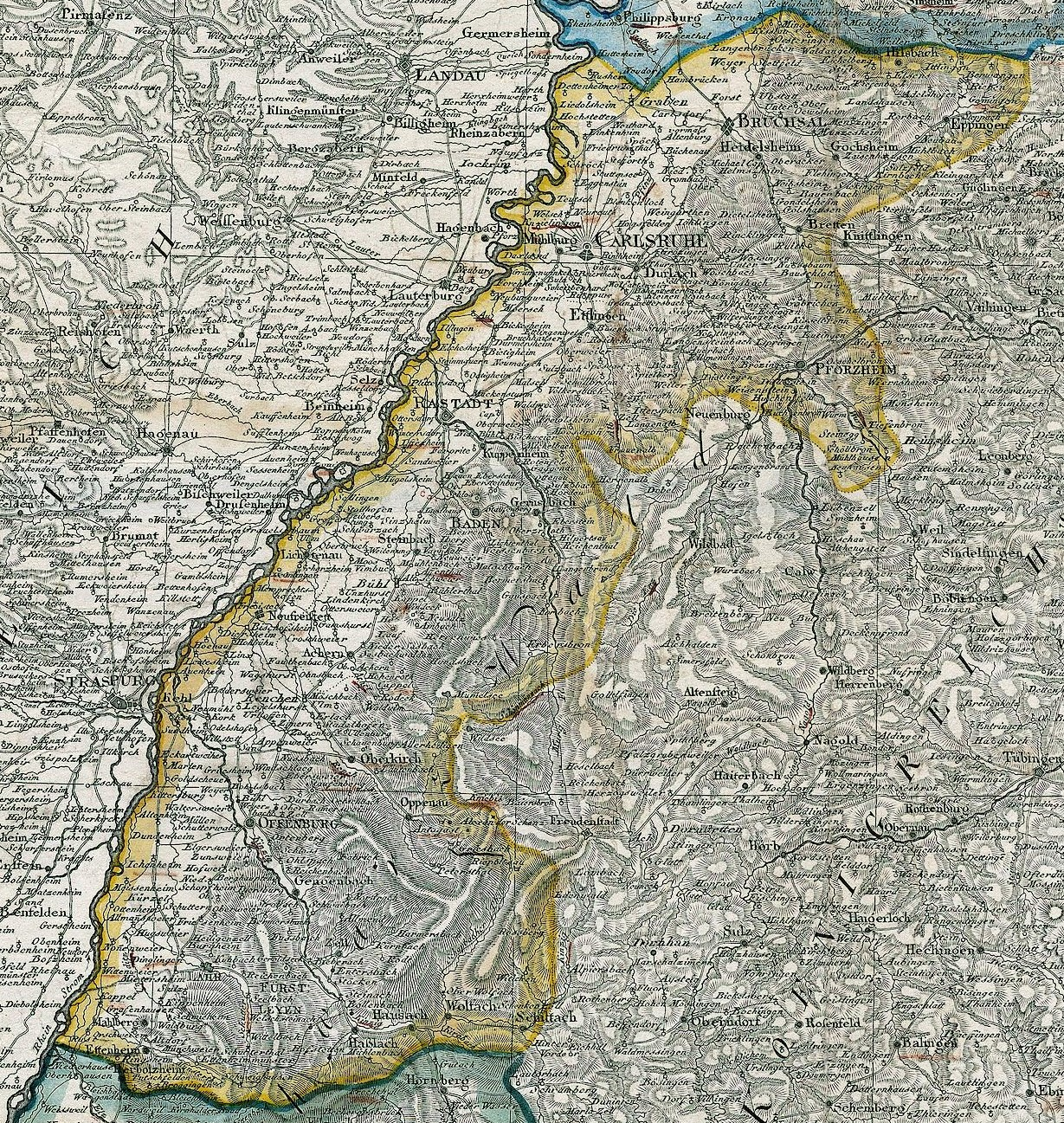
Mittelrheinkreis, 1832

1832 entstanden aus den Ämtern des Murg- und Pfinzkreises sowie den Ämtern des Kinzigkreises (außer Ettenheim, Hornberg und Triberg). Sitz der Kreisregierung: Rastatt, ab 1847 Karlsruhe.
Landesherrliche Ämter
- Amt Rastatt
- Amt Achern
- Amt Baden
- Amt Rheinbischofsheim (1857 aufgehoben)
- Amt Kork
- Amt Bretten
- Amt Bühl
- Amt Eppingen
- Amt Ettlingen
- Amt Gengenbach
- Amt Gernsbach
- Amt Lahr
- Amt Oberkirch
- Stadtamt Karlsruhe (1864 mit dem Landamt zum Bezirksamt Karlsruhe vereinigt)
- Landamt Karlsruhe (1864 mit dem Stadtamt zum Bezirksamt Karlsruhe vereinigt)
- Oberamt Durlach
- Oberamt Pforzheim
- Oberamt Bruchsal
- Oberamt Offenburg

Standesherrliche Ämter
- Amt Haslach (1857 aufgehoben)
- Amt Wolfach

### Unterrheinkreis, 1832–1864

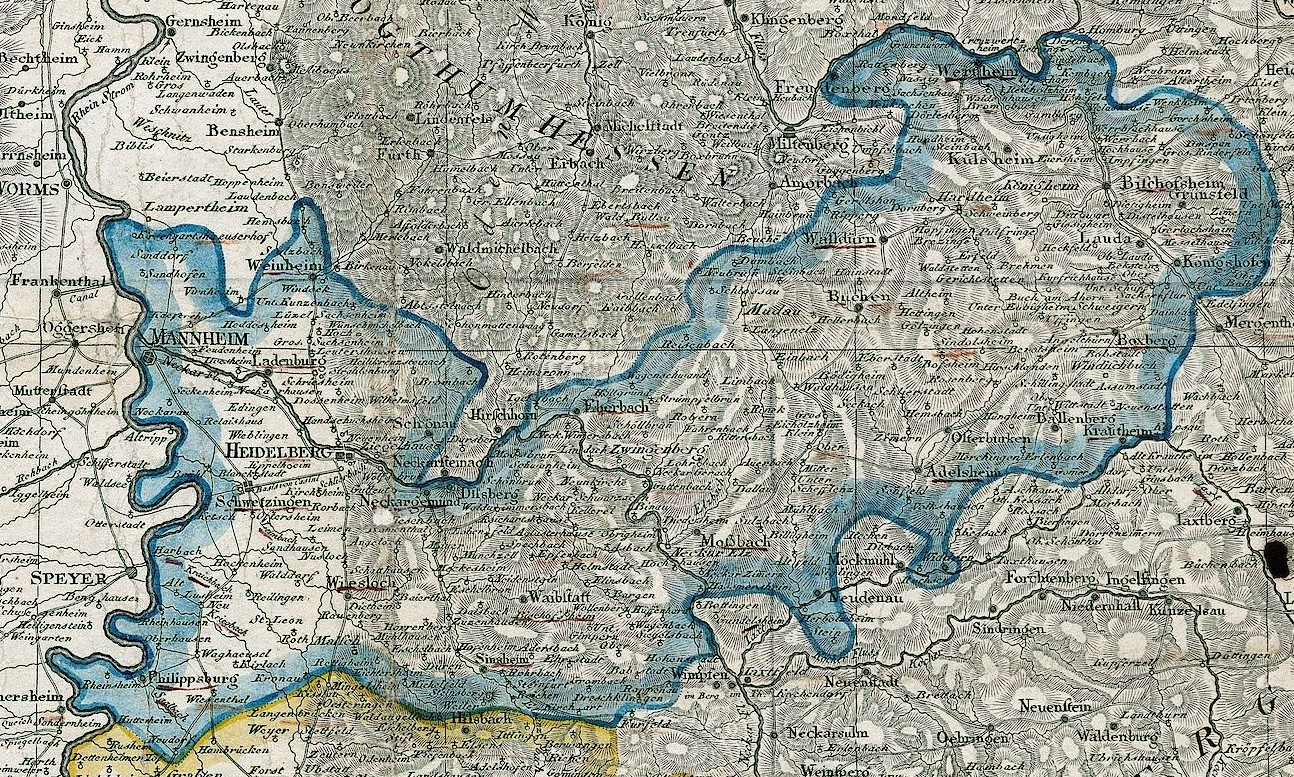
Unterrheinkreis, 1832

1832 entstanden aus den Ämtern des Neckarkreises sowie den Ämtern des Main- und Tauberkreises. Sitz der Kreisregierung: Mannheim.
Landesherrliche Ämter
- Stadtamt Mannheim
- Oberamt Heidelberg
- Amt Hoffenheim (1841 bis 1848)
- Amt Ladenburg (1864 aufgehoben)
- Amt Schwetzingen
- Amt Philippsburg (1864 aufgehoben)
- Amt Neckarbischofsheim (1864 aufgehoben)
- Amt Neckargemünd (1857 aufgehoben)
- Amt Wiesloch
- Amt Weinheim
- Amt Neudenau zu Mosbach (1841 errichtet, 1849 aufgehoben)

Standesherrliche Ämter
- Amt Buchen
- Amt Wertheim
- Amt Adelsheim
- Amt Tauberbischofsheim
- Amt Eberbach
- Amt Mosbach (1841 aus den fürstlich-leiningischen Orten von Stadt- und I. Landamt bzw. II. Landamt neu zugeschnitten)
- Amt Sinsheim
- Amt Walldürn
- Amt Krautheim (ab 1864 „Bezirksamt Boxberg“ durch Verlegung des Amtssitzes nach Boxberg)
- Amt Boxberg (1857 aufgehoben, 1864 entstand das Bezirksamt Boxberg durch Verlegung des Amtssitzes Krautheim nach Boxberg)
- Amt Gerlachsheim (1864 aufgehoben)

## Zeitraum 1864–1939
Mit dem Gesetz, die Organisation der innern Verwaltung betreffend vom 5. Oktober 1863, wirksam zum 1. Oktober 1864, wurden die vier alten Kreise aufgelöst und damit die mittlere Verwaltungsebene abgeschafft. Die nun eingerichteten elf neuen Kreise sind keine unmittelbar staatlichen Mittelbehörden, sondern Kommunalverbände. Wie die Ämter sind sie Teil der unteren Verwaltungsebene. Die Ämter blieben weiterhin unmittelbar staatlich. Anders als in Preußen oder Württemberg blieben unmittelbare und mittelbare Staatsverwaltung auf der unteren Ebene in Baden also getrennt, eine badische Besonderheit. Die Ämter wurden nun dezidiert einheitlich Bezirksämter genannt. Die Zahl der Bezirksämter betrug anfangs 59, ab 1872 52, ab 1898 53, ab 1924 40 und ab 1936/38 27. Beim Innenministerium wurden Stellen für vier Ministerialbevollmächtigte, Landeskommissäre genannt, eingerichtet, die als Ersatz für die wegfallenden Mittelbehörden dienen sollten. Diesen „reisenden Aufsichtsorganen“ wurde je ein Landeskommissärbezirk zugeteilt, und sie hatten ihren Sitz in ihrem Bezirkshauptort zu nehmen.
Der Amtsvorstand des Bezirksamts erhielt 1924 die bis heute verwendete Bezeichnung Landrat. Ab 1933 kam es zur sogenannten Gleichschaltung der badischen Verwaltungen mit dem NS-Staat.
Die Landeskommissärbezirke mit ihren zugehörigen Kreisen und Ämtern:

Verwaltungsgliederung 1890: Landeskommissärbezirke, Kreise und Bezirksämter

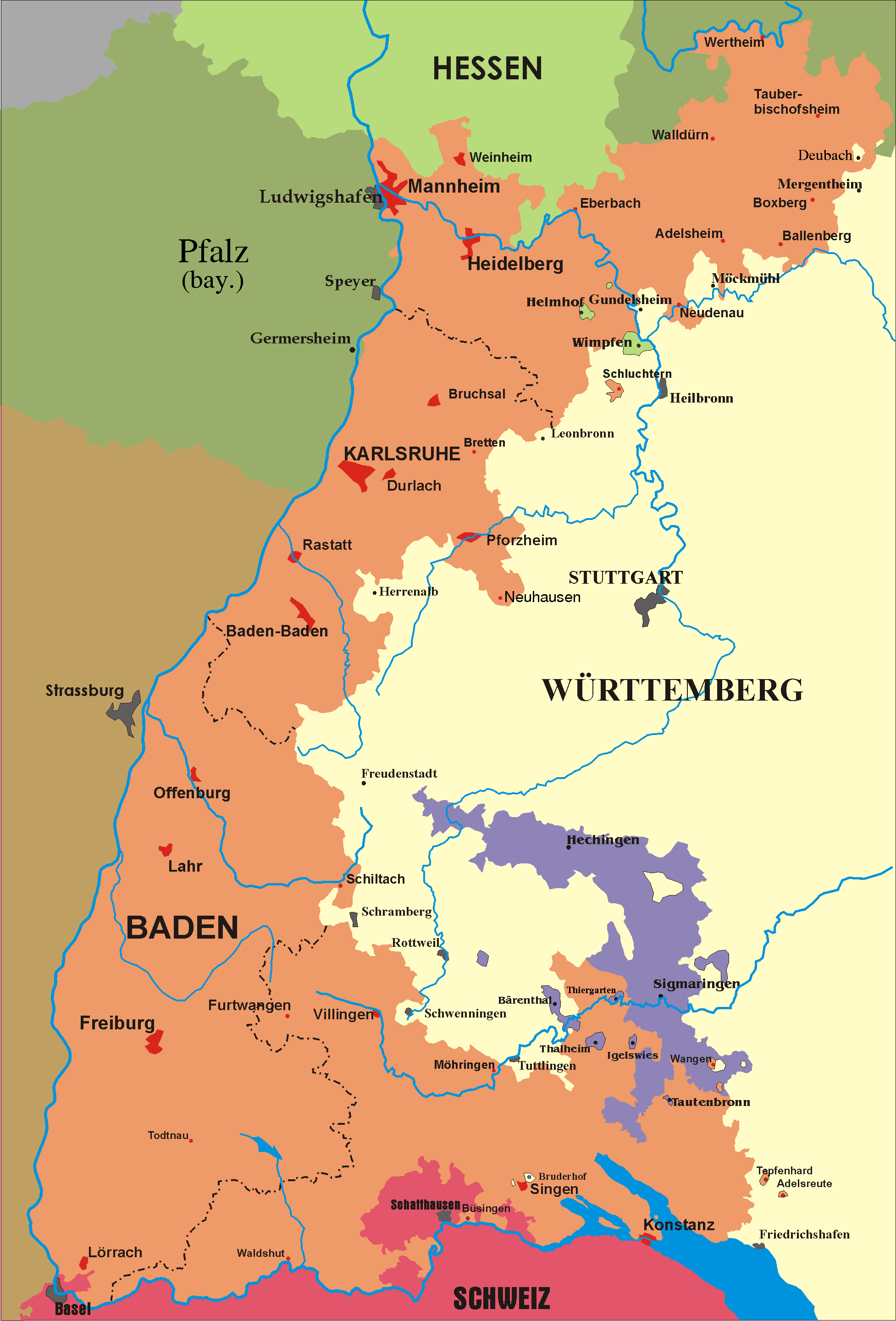
Baden 1930 (mit den Landeskommissärbezirken)

Die Einwohnerzahlen 1871 wurden aus der Volkszählung 1871 entnommen.

### Landeskommissärbezirk Konstanz, 1864–1939
Kreis Konstanz
- Bezirksamt Engen (1936 aufgehoben, zu Konstanz und Donaueschingen)
- Bezirksamt Konstanz
- Bezirksamt Meßkirch (1936 aufgehoben, zu Stockach)
- Bezirksamt Pfullendorf (1936 aufgehoben, zu Überlingen)
- Bezirksamt Radolfzell (1872 aufgehoben)
- Bezirksamt Stockach
- Bezirksamt Überlingen

Kreis Villingen
- Bezirksamt Donaueschingen
- Bezirksamt Triberg (1924 aufgehoben)
- Bezirksamt Villingen

Kreis Waldshut
- Bezirksamt Bonndorf (1924 aufgehoben)
- Bezirksamt Jestetten (1872 aufgehoben)
- Bezirksamt St. Blasien (1924 aufgehoben)
- Bezirksamt Säckingen
- Bezirksamt Waldshut

| Bezirksamt                     | Einwohner 1871 |
| ------------------------------ | -------------- |
| Engen                          | 21.482         |
| Konstanz                       | 35.218         |
| Meßkirch                       | 15.124         |
| Pfullendorf                    | 9.028          |
| Radolfzell                     | [ 25 ]         |
| Stockach                       | 19.818         |
| Überlingen                     | 25.584         |
| Kreisverband                   | Einwohner 1871 |
| Kreis Konstanz                 | 126.208        |
| Bezirksamt                     | Einwohner 1871 |
| Donaueschingen                 | 24.279         |
| Triberg                        | 21.719         |
| Villingen                      | 23.833         |
| Kreisverband                   | Einwohner 1871 |
| Kreis Villingen                | 69.859         |
| Bezirksamt                     | Einwohner 1871 |
| Bonndorf                       | 16.959         |
| Jestetten                      | [ 26 ]         |
| St. Blasien                    | 10.294         |
| Säckingen                      | 18.241         |
| Waldshut                       | 34.684         |
| Kreisverband                   | Einwohner 1871 |
| Kreis Waldshut                 | 80.196         |
| Landeskommissärbezirk Konstanz | 276.263        |

### Landeskommissärbezirk Freiburg, 1864–1939
Kreis Freiburg
- Bezirksamt Breisach (1924 aufgehoben)
- Bezirksamt Emmendingen
- Bezirksamt Ettenheim (1924 aufgehoben)
- Bezirksamt Freiburg
- Bezirksamt Kenzingen (1872 aufgehoben)
- Bezirksamt Neustadt
- Bezirksamt Staufen (1936 aufgehoben, zu Freiburg und Müllheim)
- Bezirksamt Waldkirch (1936 aufgehoben, zu Emmendingen, Freiburg und Wolfach)

Kreis Lörrach
- Bezirksamt Lörrach
- Bezirksamt Müllheim
- Bezirksamt Schönau (1924 aufgehoben)
- Bezirksamt Schopfheim (1936/38 aufgehoben, zu Neustadt, Säckingen und Lörrach)

Kreis Offenburg
- Bezirksamt Gengenbach (1872 aufgehoben)
- Bezirksamt Kehl (bis 1881 Bezirksamt Kork)
- Bezirksamt Lahr
- Bezirksamt Oberkirch (1936 aufgehoben, zu Offenburg)
- Bezirksamt Offenburg
- Bezirksamt Wolfach

| Bezirksamt                     | Einwohner 1871 |
| ------------------------------ | -------------- |
| Breisach                       | 21.121         |
| Emmendingen                    | 39.459         |
| Ettenheim                      | 25.845         |
| Freiburg                       | 53.822         |
| Kenzingen                      | [ 27 ]         |
| Neustadt                       | 15.380         |
| Staufen                        | 20.036         |
| Waldkirch                      | 20.351         |
| Kreisverband                   | Einwohner 1871 |
| Kreis Freiburg                 | 195.941        |
| Bezirksamt                     | Einwohner 1871 |
| Lörrach                        | 35.321         |
| Müllheim                       | 22.411         |
| Schönau                        | 14.196         |
| Schopfheim                     | 19.292         |
| Kreisverband                   | Einwohner 1871 |
| Kreis Lörrach                  | 91.204         |
| Bezirksamt                     | Einwohner 1871 |
| Gengenbach                     | [ 28 ]         |
| Kork                           | 25.684         |
| Lahr                           | 31.418         |
| Oberkirch                      | 17.662         |
| Offenburg                      | 48.475         |
| Wolfach                        | 24.429         |
| Kreisverband                   | Einwohner 1871 |
| Kreis Offenburg                | 147.642        |
| Landeskommissärbezirk Freiburg | 434.787        |

### Landeskommissärbezirk Karlsruhe, 1864–1939
Kreis Baden
- Bezirksamt Achern (1924 aufgehoben)
- Bezirksamt Baden (1924 aufgehoben)
- Bezirksamt Bühl
- Bezirksamt Gernsbach (1872 aufgehoben)
- Bezirksamt Rastatt

Kreis Karlsruhe
- Bezirksamt Bretten (1936 aufgehoben, verteilt auf Sinsheim, Karlsruhe, Bruchsal und Pforzheim)
- Bezirksamt Bruchsal
- Bezirksamt Durlach (1924 aufgehoben)
- Bezirksamt Ettlingen (1936/37 aufgehoben, zu Karlsruhe, Gemeinde Malsch zu Rastatt)
- Bezirksamt Karlsruhe
- Bezirksamt Pforzheim

| Bezirksamt                      | Einwohner 1871 |
| ------------------------------- | -------------- |
| Achern                          | 21.499         |
| Baden                           | 21.445         |
| Bühl                            | 27.722         |
| Gernsbach                       | [ 29 ]         |
| Rastatt                         | 55.040         |
| Kreisverband                    | Einwohner 1871 |
| Kreis Baden                     | 125.672        |
| Bezirksamt                      | Einwohner 1871 |
| Bretten                         | 22.853         |
| Bruchsal                        | 52.646         |
| Durlach                         | 28.244         |
| Ettlingen                       | 19.784         |
| Karlsruhe                       | 67.230         |
| Pforzheim                       | 49.282         |
| Kreisverband                    | Einwohner 1871 |
| Kreis Karlsruhe                 | 240.034        |
| Landeskommissärbezirk Karlsruhe | 365.706        |

### Landeskommissärbezirk Mannheim, 1864–1939
Kreis Mannheim
- Bezirksamt Mannheim
- Bezirksamt Schwetzingen (1924 aufgehoben)
- Bezirksamt Weinheim (1936 aufgehoben, zu Mannheim)

Kreis Heidelberg
- Bezirksamt Eppingen (1924 aufgehoben)
- Bezirksamt Heidelberg
- Bezirksamt Sinsheim
- Bezirksamt Wiesloch (1936/38 aufgehoben, zu Heidelberg)

Kreis Mosbach
- Bezirksamt Adelsheim (1936 aufgehoben, zu Buchen)
- Bezirksamt Boxberg (Amtssitz 1864 vom zuvor aufgehobenen Bezirksamt Krautheim nach Boxberg verlegt, 1872 aufgehoben, 1898 wieder errichtet, 1924 wieder aufgehoben)
- Bezirksamt Buchen
- Bezirksamt Eberbach (1924 aufgehoben)
- Bezirksamt Mosbach
- Bezirksamt Tauberbischofsheim
- Bezirksamt Walldürn (1872 aufgehoben)
- Bezirksamt Wertheim (1936/38 aufgehoben, zu Tauberbischofsheim)

| Bezirksamt                     | Einwohner 1871 |
| ------------------------------ | -------------- |
| Eppingen                       | 17.235         |
| Heidelberg                     | 60.682         |
| Sinsheim                       | 34.712         |
| Wiesloch                       | 18.957         |
| Kreisverband                   | Einwohner 1871 |
| Kreis Heidelberg               | 131.578        |
| Bezirksamt                     | Einwohner 1871 |
| Mannheim                       | 57.609         |
| Schwetzingen                   | 25.989         |
| Weinheim                       | 17.605         |
| Kreisverband                   | Einwohner 1871 |
| Kreis Mannheim                 | 101.242        |
| Bezirksamt                     | Einwohner 1871 |
| Adelsheim                      | 14.950         |
| Boxberg                        | [ 30 ]         |
| Buchen                         | 20.479         |
| Eberbach                       | 13.243         |
| Mosbach                        | 30.674         |
| Tauberbischofsheim             | 45.611         |
| Walldürn                       | [ 31 ]         |
| Wertheim                       | 26.906         |
| Kreisverband                   | Einwohner 1871 |
| Kreis Mosbach                  | 151.852        |
| Landeskommissärbezirk Mannheim | 384.672        |

## Zeitraum 1939–1945
Die verbliebenen 27 Amtsbezirke wurden ab 1. Januar 1939 Landkreise und das Bezirksamt als die untere staatliche Verwaltungsbehörde Der Landrat genannt. Hierfür wurde durch das Gesetz über die Landkreisselbstverwaltung in Baden (Landkreisordnung) vom 24. Juni 1939 der rechtliche Rahmen hergestellt. Dabei wurden auch sieben badische Städte zu Stadtkreisen erklärt, nachdem die Reichsregierung mit der Ersten Verordnung zur Durchführung der Deutschen Gemeindeordnung vom 22. März 1935 (RGBl. I S. 393) diese sieben Städte bereits als Stadtkreise im Sinne der DGO definiert hatte. Mit Wirkung ab 15. Juni 1939 traten die Landkreise auch als Selbstverwaltungskörperschaften an die Stelle der badischen Kreise nach dem Verwaltungsgesetz von 1863 bzw. der Kreisordnung von 1923.
Die Landeskommissärbezirke mit ihren zugehörigen Stadt- und Landkreisen:

### Landeskommissärbezirk Konstanz, 1939–1945
Stadtkreis
- Konstanz

Landkreise
- Landkreis Donaueschingen
- Landkreis Konstanz
- Landkreis Säckingen
- Landkreis Stockach
- Landkreis Überlingen
- Landkreis Villingen
- Landkreis Waldshut

### Landeskommissärbezirk Freiburg, 1939–1945
Stadtkreis
- Freiburg im Breisgau

Landkreise
- Landkreis Emmendingen
- Landkreis Freiburg
- Landkreis Kehl
- Landkreis Lahr
- Landkreis Lörrach
- Landkreis Müllheim
- Landkreis Neustadt
- Landkreis Offenburg
- Landkreis Wolfach

### Landeskommissärbezirk Karlsruhe, 1939–1945
Stadtkreise
- Baden-Baden
- Karlsruhe
- Pforzheim

Landkreise
- Landkreis Bruchsal
- Landkreis Bühl
- Landkreis Karlsruhe
- Landkreis Pforzheim
- Landkreis Rastatt

### Landeskommissärbezirk Mannheim, 1939–1945
Stadtkreise
- Heidelberg
- Mannheim

Landkreise
- Landkreis Buchen
- Landkreis Heidelberg
- Landkreis Mannheim
- Landkreis Mosbach
- Landkreis Sinsheim
- Landkreis Tauberbischofsheim

## Ausblick
Mit dem Ende des Zweiten Weltkriegs und dem Zusammenbruch des nationalsozialistisch geführten Deutschen Reiches kam 1945 auch das faktische Ende der staatlichen Existenz Badens. Alle verwaltungsgeschichtlichen Ereignisse danach betreffen also nicht mehr diesen Artikel (siehe hierzu Württemberg-Baden, [Süd-]Baden und Baden-Württemberg).
An dieser Stelle ein kurzer Ausblick auf das Schicksal der ehemals badischen Verwaltungsbezirke: Die badischen Zentralbehörden und mit ihnen die Landeskommissäre hörten auf zu wirken, die Land- und Stadtkreise hingegen bestanden weiter und hatten anfangs eine enorme Verwaltungsleistung zu erbringen, nicht zuletzt durch den Wegfall der funktionsunfähigen Behörden Badens und des Reichs, deren Aufgaben nun die Kreise teilweise mitzuerledigen hatten.
Das Staatsgebiet Badens wurde zwei verschiedenen Besatzungszonen zugewiesen, und durch die Bildung von unterschiedlichen Ländern in diesen Zonen wurde das badische Territorium Teil zwei verschiedener Länder. Das südliche Baden wurde Teil des Landes [Süd-]Baden, konnte also in seinem Bereich die dortige badische staatliche Identität vorerst fortsetzen. Das nördliche Baden hingegen blieb nicht eigenständig, sondern wurde zusammen mit dem nördlichen Württemberg Teil des Landes Württemberg-Baden. In diesem Land wurden mit den beiden Landesbezirken [Nord-]Baden und [Nord-]Württemberg zwei Mittelbehörden eingerichtet, was für das nördliche Baden erstmals seit 1864 die Einführung einer staatlichen Mittelebene brachte. In beiden Ländern entwickelten sich unterschiedliche Verwaltungsverfassungen.
1952 wurden die beiden Länder zusammen mit dem Land Württemberg-Hohenzollern zum Land Baden-Württemberg vereinigt. In Baden-Württemberg wurde ebenfalls eine mittlere Verwaltungsebene eingeführt, womit nun auch im südlichen Baden wieder eine staatliche Mittelebene existierte. Die territoriale Identität Badens lebte in den Grenzen der Regierungsbezirke Nordbaden und Südbaden fort. 1953 wurde der Stadtkreis Konstanz aufgelöst und wieder in den Landkreis Konstanz integriert. Die drei unterschiedlichen Verwaltungsverfassungen wurden nach und nach vereinheitlicht, Rechtsstellung und Aufgaben der Landkreise und ihrer Organe Kreistag und Landrat wurden durch die baden-württembergische Landkreisordnung geregelt.
Im Rahmen einer Gebietsreform in Baden-Württemberg wurden die Grenzen der baden-württembergischen Regierungsbezirke, Landkreise und Stadtkreise 1973 dermaßen verändert, dass damit der letzte Rest der territorialen Identität Badens verloren ging. Dennoch wird auch noch vierzig Jahre später manchmal von „Südbaden“ gesprochen, wenn vom Regierungsbezirk Freiburg die Rede ist, obwohl dieser diverse ehemals badische und württembergische Gebiete umfasst. Für den Regierungsbezirk Karlsruhe ist die Bezeichnung „Nordbaden“ üblich.